# Climax (narrativa)
Climax (dal greco κλῖμαξ, letteralmente "scalata") o punto di svolta corrisponde in narrativa al punto di massima tensione posto spesso come apice di una serie di eventi in parallelo ed anticipa lo scioglimento della vicenda.